# Petita Múnia
La Petita Múnia és un cim de 3.009 m d'altitud, amb una prominència de 12 m, que es troba al nord del Pic de la Múnia, al massís de la Múnia, entre la província d'Osca (Aragó) i el departament dels Alts Pirineus (França).